# Dušan Rajović
Dušan Rajović (in serbo Душан Рајовић?; Kraljevo, 19 novembre 1997) è un ciclista su strada serbo che corre per il team Solution Tech Vini Fantini. Attivo in formazioni UCI a partire dal 2017, è stato più volte campione nazionale in linea e a cronometro.

## Palmarès
- 2014 (Juniores)

1ª tappa Memorial Dimitar Yankov (Košarica > Sunny Beach)
2ª tappa Memorial Dimitar Yankov (Nesebăr > Košarica, cronometro)
Classifica generale Memorial Dimitar Yankov
Campionati serbi, Prova a cronometro Junior
Campionati serbi, Prova in linea Junior
1ª tappa Belgrade Trophy Milan Panić (Belgrado > Belgrado)
2ª tappa Belgrade Trophy Milan Panić (Belgrado > Belgrado)
Classifica generale Belgrade Trophy Milan Panić
- 2015 (Juniores)

E3 BinckBank Classic Junior
4ª tappa Tour du Léman Juniors (Prevessin > Moëns)
Campionati serbi, Prova a cronometro Junior
Campionati serbi, Prova in linea Junior
3ª tappa Grand Prix Rüebliland (Wohlen > Wohlen)
- 2016 (Centre Mondial du Cyclisme, una vittoria)

Campionati serbi, Prova a cronometro
- 2017 (Adria Mobil, tre vittorie)

Campionati serbi, Prova a cronometro
2ª tappa Tour of Qinghai Lake (Xining > Xining)
Croatia-Slovenia
- 2018 (Adria Mobil, quattro vittorie)

Grand Prix Izola
Campionati serbi, Prova in linea
10ª tappa Tour of Qinghai Lake (Minqin > Deserto del Tengger)
Croatia-Slovenia
- 2019 (Adria Mobil, sei vittorie)

International Rhodes Grand Prix
1ª tappa International Tour of Rhodes (Rodi > Marizza)
2ª tappa, 1ª semitappa Tour of Bihor (Oradea > Oradea, cronometro)
Campionati serbi, Prova in linea
2ª tappa Tour of Montenegro
4ª tappa CRO Race (Cittavecchia > Gorski Kotar)
- 2020 (Nippo Delko One Provence, una vittoria)

3ª tappa Tour de Serbie (Zrenjanin > Novi Sad)
- 2021 (Delko, una vittoria)

Campionati serbi, Prova in linea
- 2022 (Team Corratec, sette vittorie)

2ª tappa Vuelta al Táchira (Hacienda Los Almendros > Ciudad Bolivia)
2ª tappa Tour of Antalya (Kemer > Antalya)
Poreč Trophy
Campionati serbi, Prova a cronometro
Campionati serbi, Prova in linea
2ª tappa Vuelta a Venezuela (San Félix > Ciudad Bolívar)
7ª tappa Vuelta a Venezuela (Valencia > Valencia)
- 2023 (Bahrain-Victorious, una vittoria)

Campionati serbi, Prova in linea
- 2024 (Bahrain-Victorious, due vittorie)

Campionati serbi, Prova a cronometro
1ª tappa Tour of Huangshan (Tunxi > Tunxi)
- 2025 (Solution Tech Vini Fantini, undici vittorie)

2ª tappa Tour of Sharjah (Wheat Farm, Maliha > Al Dhaid University)
3ª tappa Istrian Spring Trophy (Pisino > Umago)
2ª tappa Tour of Hainan (Qionghai > Lingshui)
2ª tappa Belgrado-Banja Luka (Obrenovac > Zvornik)
4ª tappa Belgrado-Banja Luka (Doboj > Banja Luka)
Classifica generale Belgrado-Banja Luka
1ª tappa Tour de Kumano (Inami > Inami)
4ª tappa Tour de Kumano (Taiji > Taiji)
Prologo Tour of Japan (Sakai > Sakai, cronometro)
Campionati serbi, Prova a cronometro
3ª tappa Trans-Himalaya Cycling Race (Lhasa > Lhasa)
4ª tappa Trans-Himalaya Cycling Race (Jiangzi > Shigatse)

### Altri successi
- 2014 (Juniores)

Classifica scalatori Memorial Dimitar Yankov
- 2015 (Centre Mondial du Cyclisme)

Prix de Chavannes
- 2016 (Centre Mondial du Cyclisme)

Prix de Foissiat
Prix de Cormoz
- 2018 (Adria Mobil)

3ª tappa North Cyprus Cycling Tour (Lefkoşa > Lefkoşa, cronometro)
Classifica a punti Tour of Qinghai Lake
- 2019 (Adria Mobil)

Kirschblütenrennen
Trofej Sombora
- 2025 (Solution Tech Vini Fantini)

Classifica a punti Tour of Sharjah
Classifica a punti Istrian Spring Trophy
Classifica a punti Tour de Kumano
Classifica a punti Trans-Himalaya Cycling Race

## Piazzamenti

### Classiche monumento
- Milano-Sanremo

2025: 61º
- Giro delle Fiandre

2023: ritirato
2024: ritirato
- Parigi-Roubaix

2021: ritirato
2023: ritirato
2024: 92º
- Liegi-Bastogne-Liegi

2024: ritirato

### Competizioni mondiali
- Campionati del mondo di ciclismo su strada

Ponferrada 2014 - In linea Junior: ritirato
Richmond 2015 - In linea Junior: 29º
Doha 2016 - In linea Under-23: 18º
Bergen 2017 - In linea Under-23: 47º
- Campionati del mondo di ciclocross

Hoogerheide 2014 - Junior: 51º

### Competizioni europee
- Campionati europei

Nyon 2014 - In linea Juniores: 18°
Tartu 2015 - Cronometro Junior: 44º
Tartu 2015 - In linea Junior: ritirato
Plumelec 2016 - In linea Under-23: ritirato
Herning 2017 - In linea Under-23: 12º
Alkmaar 2019 - In linea Under-23: ritirato
Plouay 2020 - In linea Elite: ritirato
Drenthe 2023 - In linea Elite: 64°
- Giochi europei

Minsk 2019 - In linea: 75º